# Glucosa-6-fosfato deshidrogenasa
La glucosa-6-fosfato deshidrogenasa (G6PD, G6PDH) EC 1.1.1.49 es una enzima presente en todos los seres vivos. En los mamíferos cataliza la primera reacción en la vía de la pentosa fosfato, la ruta metabólica que aprovisiona a la célula de NADPH y de pentosas para la síntesis de ácidos nucleicos. La reacción catalizada por la glucosa-6-fosfato deshidrogenasa es la reducción de la NADP+ a expensas de la deshidrogenación de la glucosa-6-fosfato en 6-fosfogluconolactona:
Actúa lentamente también sobre la beta-D-glucosa y otros azúcares. Ciertas preparaciones también reducen NAD+ y NADP+.
Cuando la tasa de NADP+:NADPH aumenta, el organismo debe promover la síntesis de NADPH, un agente reductor imprescindible en multitud de reacciones como la síntesis de ácidos grasos o la reducción de glutatión en los eritrocitos. Para ello, la glucosa-6-fosfato será deshidrogenada por medio de la enzima glucosa-6-fosfato deshidrogenasa, dando lugar a la primera reacción (reversible) de la ruta de las pentosas fosfato. Esta ruta generará más cofactor NADPH, así como ribulosa-5-fosfato, que actúa como fuente de carbono para la síntesis de otras moléculas. 
De igual forma, si el organismo necesita precursores de nucleótidos para la replicación del ADN o la síntesis de proteínas, la glucosa-6-fosfato también será deshidrogenada y entrará en la ruta de las pentosas fosfato.
En eritrocitos, por ejemplo, la deficiencia de glucosa-6-fosfato deshidrogenasa o disminución de su actividad, considerablemente reduce la edad media de los glóbulos rojos ocasionando anemia hemolítica

## Estructura
La glucosa-6-fosfato deshidrogenasa puede existir en forma dimérica o tetramérica. Existen dos isoformas llamadas corta y larga de 515 y 561 aminoácidos. La isoforma larga se expresa en los linfoblastos, granulocitos y el esperma.
Se ha identificado un residuo de lisina (Lys 205) como reactivo nucleófilo asociado con la actividad de la enzima. La secuencia alrededor de esta lisina se conserva totalmente desde las glucosa-6-fosfato deshidrogenasas de las bacterias hasta las de los mamíferos.

## Funciones
Debido a las diversas y vitales funciones de la NADPH, la enzima glucosa-6-fosfato deshidrogenasa extiende el promedio de vida de las células. En eritrocitos, por ejemplo, la deficiencia de glucosa-6-fosfato deshidrogenasa o disminución de su actividad, considerablemente reduce la edad media de los glóbulos rojos ocasionando anemia hemolítica. La deficiencia en glucosa-6-fosfato deshidrogenasa  se ha asociado con dos situaciones diferentes. En primer lugar, en áreas en las que la malaria es endémica, los alelos de la deficiencia en G6PD han alcanzado altas frecuencias (del 1% al 50%) y los individuos deficientes tienen un alto riesgo de ataques agudos hemolíticos. En segundo lugar, los casos esporádicos de deficiencia en G6PD ocurren a muy bajas frecuencias, y presentan usualmente un fenotipo más severo.
En bacterias lácticas que no pueden realizar la glucólisis porque carecen del enzima fructosa-1,6-bifosfato aldolasa se realiza la fermentación heteroláctica. Esta se inicia con la glucosa-6-fosfato deshidrogenasa que permite la entrada de la glucosa-6-fosfato a la ruta de las pentosas fosfato.